# Vive le swing
Trzeci singel włoskiej wokalistki In-Grid, pochodzący z albumu "Passion". Utwór został napisany przez In-Grid oraz znanego włoskiego DJ-a – Rivaz, który jest również twórcą jednego z remiksów znajdującego się na płycie. Na krążku zamieszczone się również remiksy Gabina Brassy oraz Sunoho.

## Lista utworów
1. Vive le swing – Rivaz radio edit (3:17)
2. Vive le swing – Gabin Brassy radio edit (3:20)
3. Vive le swing – Rivaz club remix (5:08)
4. Vive le swing – Gabin Brassy remix (4:25)
5. Vive le swing – Suonho reshaked (5:00)
6. Vive le swing – Be Bop bonus track (1:50)
7. Vive le swing – Gabin instrumental (4:25)